# カーテンコール (prediaの曲)
『カーテンコール』（Curtain Call）は、2018年（平成30年）8月22日に発売されたpredia通算13枚目のシングル。

## 解説
前作『Ms.Frontier』から10ヵ月ぶりとなるシングルで、平成時代に発表した最後のシングル。8月発売となったシングルは『満たしてアモーレ』（2015年）以来3年ぶりである。
2018年5月23日にMt.RAINIER HALL SHIBUYA PLEASURE PLEASUREで行われたparty（ライブ）『THE SHOW "DAY.1"』において本作の発売日が発表され、同年7月13日にサンシャインシティ噴水広場で行われたフリーライブにてタイトル発表と共に初披露された。CDの帯コピーには『〜日本一セクシーな「惚れる」大人アイドルpredia〜 2018年度第1弾シングル!!』と書かれていたが、この年（2018年）にprediaがリリースしたシングルは本作のみである。
「カーテンコール」は阿久津健太郎が作詞・作曲したジャジーなダンスナンバー。青山玲子の体の一部がレイアウトされたジャケット写真は、Type-A（CRCP-10410）が両脚、Type-B（CRCP-10411）が右肩、Type-C（CRCP-10412）が左肩から下となっている。なお、カップリングの「WAKEARI」と「Re-Make」はベスト・アルバム『Best of predia "THE ONE"』には収録されていない。
本作の発売記念ライブ・イベントが2018年8月26日にTSUTAYA O-EASTで行われ、その模様はニコニコ生放送でもオンエアされた。
2010年結成時からのメンバーだった青山玲子、岡村明奈、松本ルナ、2012年から在籍した林弓束は、本作発売から半年後の2019年2月2日をもって卒業したため、この4人にとっては本作がprediaメンバーとして最後の参加シングルとなった。

## 収録曲
Type A
| #         | タイトル                          | 作詞                   | 作曲                 | 編曲         | 時間  |
| --------- | --------------------------------- | ---------------------- | -------------------- | ------------ | ----- |
| 1.        | 「カーテンコール」                | 阿久津健太郎           | 阿久津健太郎         | 阿久津健太郎 | 3:44  |
| 2.        | 「WAKEARI」                       | 栗原暁（Jazzin' park） | 栗原暁、Tasuku Maeda | Tasuku Maeda | 3:36  |
| 3.        | 「Re-Make」                       | 阿久津健太郎           | 阿久津健太郎         | 阿久津健太郎 | 4:25  |
| 4.        | 「カーテンコール (Instrumental)」 |                        | 阿久津健太郎         | 阿久津健太郎 | 3:44  |
| 5.        | 「WAKEARI（Instrumental）」       |                        | 栗原暁、Tasuku Maeda | Tasuku Maeda | 3:36  |
| 6.        | 「Re-Make（Instrumental）」       |                        | 阿久津健太郎         | 阿久津健太郎 | 4:25  |
| 合計時間: | 合計時間:                         | 合計時間:              | 合計時間:            | 合計時間:    | 23:30 |

| #  | タイトル                         | 作詞 | 作曲・編曲 | 監督 |
| -- | -------------------------------- | ---- | ---------- | ---- |
| 1. | 「カーテンコール (Music Video)」 |      |            |      |

Type B
| #         | タイトル                          | 作詞                   | 作曲                 | 編曲         | 時間  |
| --------- | --------------------------------- | ---------------------- | -------------------- | ------------ | ----- |
| 1.        | 「カーテンコール」                | 阿久津健太郎           | 阿久津健太郎         | 阿久津健太郎 | 3:44  |
| 2.        | 「WAKEARI」                       | 栗原暁（Jazzin' park） | 栗原暁、Tasuku Maeda | Tasuku Maeda | 3:36  |
| 3.        | 「カーテンコール (Instrumental)」 |                        | 阿久津健太郎         | 阿久津健太郎 | 3:44  |
| 4.        | 「WAKEARI（Instrumental）」       |                        | 栗原暁、Tasuku Maeda | Tasuku Maeda | 3:37  |
| 合計時間: | 合計時間:                         | 合計時間:              | 合計時間:            | 合計時間:    | 14:41 |

Type C
| #         | タイトル                           | 作詞         | 作曲         | 編曲         | 時間  |
| --------- | ---------------------------------- | ------------ | ------------ | ------------ | ----- |
| 1.        | 「カーテンコール」                 | 阿久津健太郎 | 阿久津健太郎 | 阿久津健太郎 | 3:44  |
| 2.        | 「Re-Make」                        | 阿久津健太郎 | 阿久津健太郎 | 阿久津健太郎 | 4:25  |
| 3.        | 「カーテンコール（Instrumental）」 |              | 阿久津健太郎 | 阿久津健太郎 | 3:44  |
| 4.        | 「Re-Make（Instrumental）」        |              | 阿久津健太郎 | 阿久津健太郎 | 4:25  |
| 合計時間: | 合計時間:                          | 合計時間:    | 合計時間:    | 合計時間:    | 16:18 |